# Jørgen Jørgensen

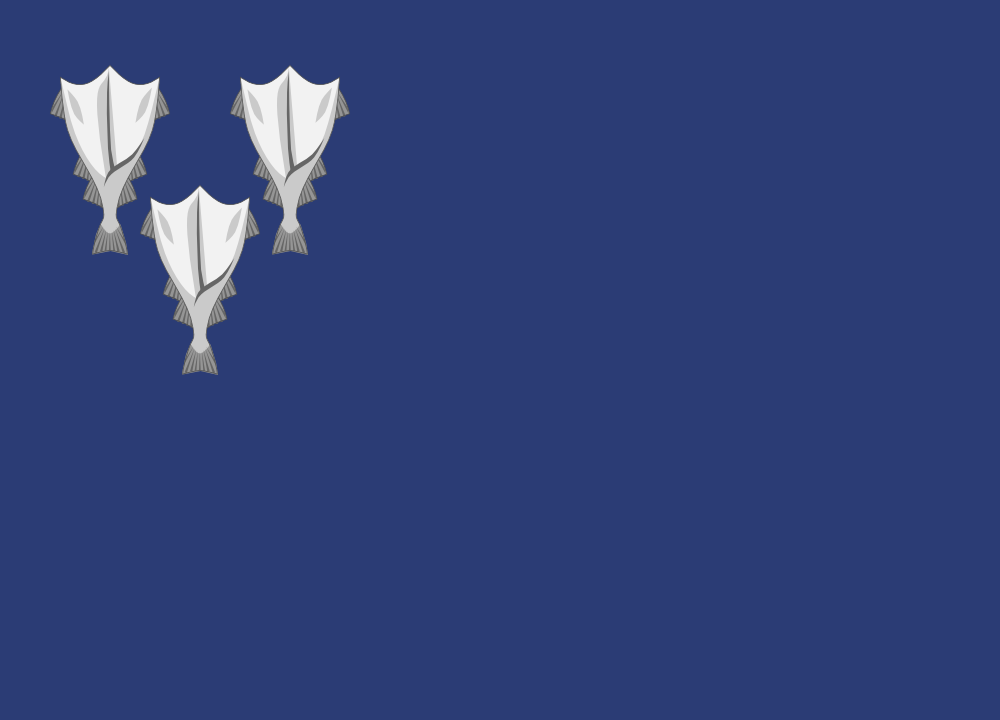
Rekonstrukce Jørgensenovy vlajky jako "protektora Islandu"

Jørgen Jørgensen, od roku 1817 změnil příjmení na Jorgenson (7. dubna 1780 Kodaň, Dánsko — 20. ledna 1841 Hobart, Tasmánie) byl dánský korzár, který se v roce 1809 pokusil odtrhnout Island od Dánska. Na Islandu je známý jako Jörundur hundadagakonungur (česky Král psích dní)
Narodil se v Kodani, jeho otec byl hodinářem v královských službách. Už jako patnáctiletý odešel na moře, v letech 1798 až 1806 navštívil na palubě lodi Lady Nelson jižní Afriku a Austrálii. Po bitvě o Kodaň vstoupil do dánských služeb jako kapitán lodi Admiral Juul, napadající britská obchodní plavidla. V březnu 1808 ho Britové chytili nedaleko Scarboroughu a internovali jako válečného zajatce. 26. června 1809 připlul ve funkci tlumočníka na britské lodi Clarence na Island, kde za pomoci posádky svrhl dánského guvernéra, vyhlásil nezávislost ostrova a sám se jmenoval jeho vládcem. Vztyčil vlastní vlajku, modrou s vyobrazením tří sušených tresek. Slíbil rozsáhlé reformy, jako obnovení tradičního sněmu Althing a povolení volného obchodu Islanďanů s cizinou bez dánských prostředníků. Po necelých dvou měsících připlula britská válečná loď Talbot a ukončila jeho vládu, když ho zatkla za útěk ze zajetí. Do islandských dějin vešel Jørgensen pod přezdívkou Hundadagakonungur (Král psích dní), protože vládl pouze v období vrcholného léta, nazývaném tradičně „psí dny“ podle toho, že tehdy hvězda Sirius v souhvězdí Velkého psa vychází zároveň se Sluncem.
Byl vězněn za nelegální opuštění Anglie do roku 1812, kdy byl pro své jazykové znalosti nasazen jako tajný agent britské výzvědné služby. Zvykl si na nákladný život a brzy upadl do dluhů. V roce 1820 byl pro obvinění z krádeží a podvodů znovu uvězněn a odsouzen k trestu smrti, který mu však byl později změněn na vyhnanství. V roce 1826 připlul na ostrov Tasmánie, kde se stal uznávaným badatelem, který vydal řadu publikací o přírodě i historii ostrova, spolupracoval také s proslulým botanikem Josephem Banksem. Na sklonku života dokonce tento rebel a kriminálník vstoupil do řad koloniální policie a účastnil se operací proti domorodým Tasmáncům.
Claudio Magris se o Jørgensenovi zmiňuje ve své knize Poslepu.